# Número de telefone de emergência

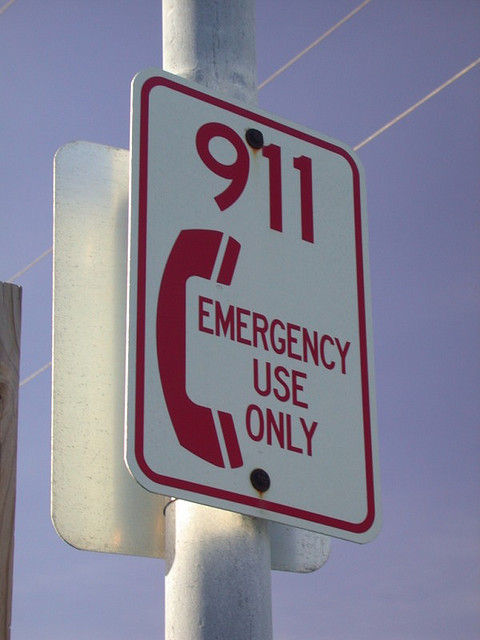
911 é um número de telefone de emergência usado em muitos países das Américas

Implementação dos dois números de telefone de emergência aprovados pela UIT:
112
911
112 e 911
Outro número ou nenhum redirecionamento

A maioria das redes públicas de telefonia comutada possuem um único número de telefone de emergência (às vezes conhecido como número de telefone de emergência universal ou número de serviços de emergência) que permite que um chamador entre em contato com os serviços de emergência locais para obter assistência. O número de emergência difere de país para país; normalmente é um número de três dígitos para que possa ser facilmente lembrado e discado rapidamente. Alguns países têm um número de emergência diferente para cada um dos diferentes serviços de emergência; estes geralmente diferem apenas pelo último dígito.
Em muitos países, incluindo o Brasil, a discagem 112 (usada na Europa e partes da Ásia) ou 911 (usada em países das Américas) conectará os chamadores aos serviços de emergência. No Brasil, os principais números de emergência são 190 (polícia), 192 (ambulância) e 193 (bombeiros).

## Configuração e operação
O número de telefone de emergência é um caso especial no plano de números de telefone do país. No passado, as chamadas para o número de telefone de emergência eram frequentemente roteadas por circuitos dedicados especiais. Embora, com o advento das trocas eletrônicas, essas chamadas agora sejam frequentemente misturadas ao tráfego telefônico comum, elas ainda possam acessar circuitos que outros tipos de tráfego não podem. Geralmente, o sistema é configurado para que, uma vez que uma chamada seja feita para um número de telefone de emergência, ela seja atendida. Se o chamador abandonar a chamada, a linha ainda poderá ser mantida até que o serviço de emergência atenda e libere a chamada.
Uma chamada para um número de telefone de emergência pode ser atendida por um operador de telefonia ou por um despachante de serviços de emergência. A natureza da emergência (polícia, bombeiros, médica) é então determinada. Se a chamada foi atendida por um operador de telefonia, eles a conectam ao serviço de emergência apropriado, que envia a ajuda apropriada. No caso de vários serviços serem necessários em uma chamada, a necessidade mais urgente deve ser determinada, com outros serviços sendo chamados conforme necessário.

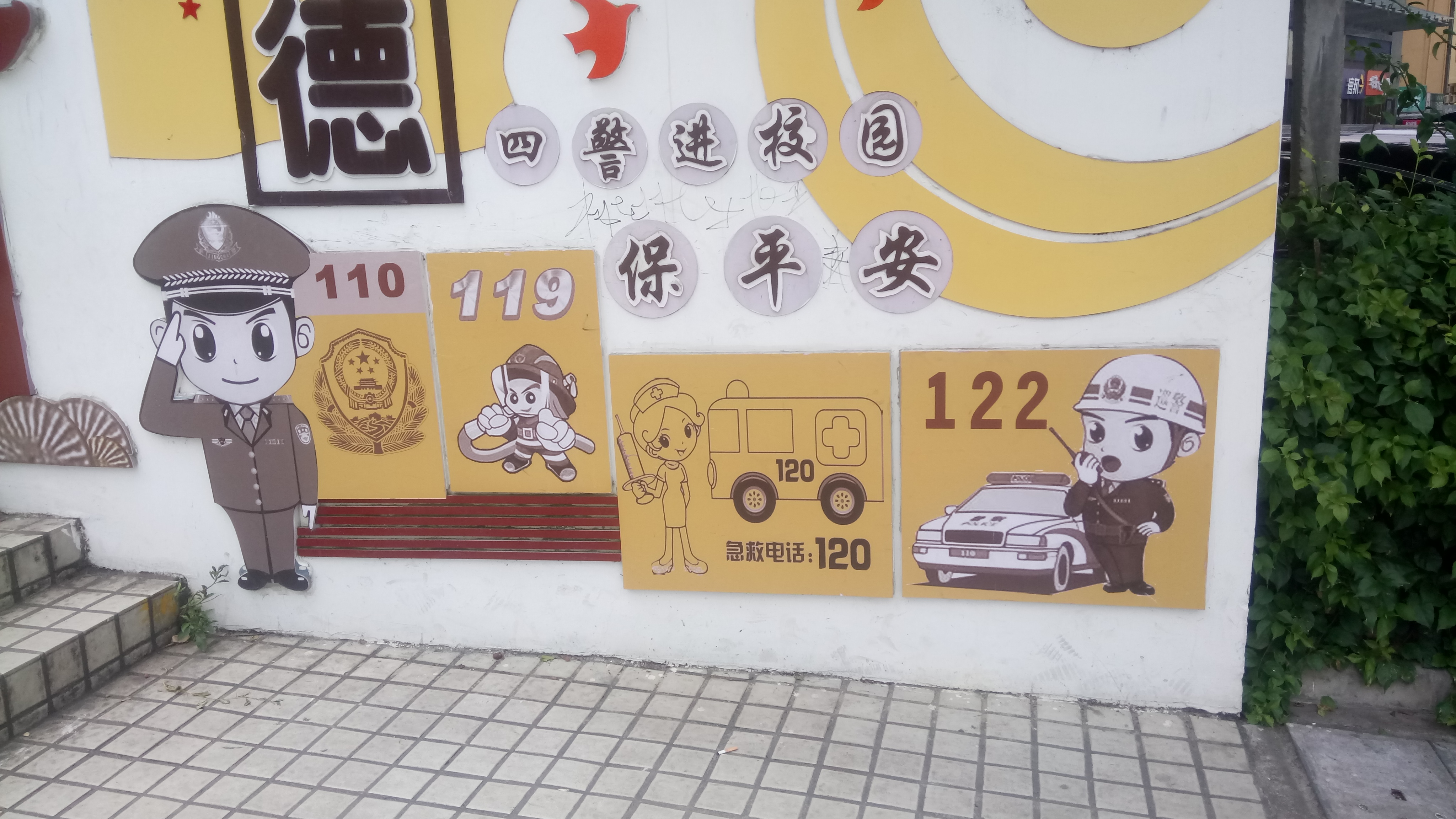
Um mural de uma escola primária de Shenzhen mostrando os números de emergência usados na China continental

Os despachantes de emergência são treinados para controlar a chamada, a fim de fornecer ajuda de maneira apropriada; eles podem ser auxiliados por sistemas de tratamento de chamadas assistidos por computador (CACH). O despachante de emergência pode achar necessário dar conselhos urgentes em situações de risco de vida. Alguns despachantes têm treinamento especial em dizer às pessoas como realizar primeiros socorros ou RCP.
Em várias partes do mundo, um serviço de emergência pode identificar o número de telefone do qual uma chamada foi feita. Isso normalmente é realizado usando o sistema que a companhia telefônica dispõe para cobrar chamadas, tornando o número visível mesmo para usuários que possuem números não listados ou que bloqueiam a identificação de chamadas. O sistema 911 Aprimorado e similares, como o E112, podem fornecer a localização dos chamadores de uma linha fixa pesquisando o endereço físico em um banco de dados, e os chamadores móveis por triangulação de torres ou GPS no dispositivo. Isso geralmente é determinado especificamente na lei de telecomunicações de um país.

## Histórico de números de telefone de emergência

### Assistência do operador
Quando ocorria uma emergência na era do telefone antes da discagem (ou "manual"), o usuário simplesmente pegava o telefone e esperava que o operador respondesse "número, por favor?" O usuário respondia com "chame a polícia", "estou ligando para denunciar um incêndio" ou "preciso de uma ambulância/médico". Mesmo nas grandes cidades, raramente era necessário solicitar esses serviços por número.
Nas cidades pequenas, as operadoras frequentemente prestavam serviços adicionais, sabendo onde encontrar médicos, veterinários, policiais e bombeiros o tempo todo. Frequentemente, o operador também era responsável por ativar o alarme de incêndio da cidade.
Quando os sistemas de comutação manual começaram a ser substituídos por sistemas automáticos ou de "discagem", havia uma preocupação frequente entre os usuários de que o serviço de emergência muito personalizado fornecido pelos operadores manuais fosse perdido.
Como os números eram diferentes para cada troca, os chamadores precisavam discar para o operador ou procurar o número de telefone. Um exemplo disso foi Auckland, na Nova Zelândia, antes da introdução do 111 na década de 1960 - a cidade tinha 40 trocas, todas com números de emergência diferentes, e encontrar o número de telefone para a troca local exigiria a busca pelas 500 páginas da lista telefônica da cidade.
Esse problema foi resolvido pelo menos parcialmente nos Estados Unidos, Canadá e Reino Unido discando "0" para o operador de assistência local em caso de emergência, embora um serviço mais rápido pudesse ser obtido se o usuário discasse o número completo da Polícia ou Corpo de Bombeiros do Departamento. Esse sistema permaneceu praticamente inalterado na maior parte da América do Norte até a década de 1970.

### Números de discagem direta

#### 999
O primeiro sistema de número de emergência a ser implantado em qualquer lugar do mundo foi em Londres, em 1º de julho de 1937 usando o número 999, que posteriormente foi estendido para cobrir todo o país. Quando o 999 era discado, uma campainha tocava e uma luz vermelha piscava na central para atrair a atenção do operador.
O número de emergência 999 foi adotado em Winnipeg, Manitoba, Canadá em 1959, a pedido de Stephen Juba, prefeito de Winnipeg na época. A cidade mudou o número para 911 em 1972, a fim de ser consistente com o recém-adotado número de emergência dos EUA.

#### Problemas eletromecânicos
Devido à sinalização decádica, foi dedicada atenção para dificultar a discagem acidental dos números, envolvendo-os por longas sequências de pulsos, como no número de emergência 999 do Reino Unido. Dito isto, a verdadeira razão pela qual '999' foi escolhido é que os números "000" e "111" preferidos não poderiam ser usados: a discagem "111" poderia ocorrer acidentalmente quando as linhas telefônicas estivessem muito próximas umas das outras e "0" já estava em uso pelo operador. Os assinantes, como eram chamados na época, receberam instruções sobre como encontrar o número "9" no mostrador em salas escuras ou cheias de fumaça, localizando e colocando o primeiro dedo no "0" e o segundo no "9" e, em seguida, removendo o primeiro quando realmente estivessem discando. No entanto, nos tempos modernos, onde sequências repetidas de números são discadas facilmente acidentalmente em telefones celulares, isso é problemático, pois os telefones discam um número de emergência enquanto o teclado está bloqueado ou mesmo sem um cartão SIM. Algumas pessoas relataram discagem acidental ao 112 via sinalização decádica por várias razões técnicas, inclusive enquanto trabalhavam na fiação do telefone de extensão, e apontam isso como uma desvantagem do número de emergência 112, que leva apenas quatro desconexões do loop de discagem para ser ativado.

#### 116
A Southern California Telephone Co. começou a usar 116 como uma linha de emergência para Los Angeles, Califórnia, em 1946.

#### 911
Devido ao design dos comutadores do escritório central dos EUA, não era prático usar o número de emergência britânico 999 (como foi brevemente considerado). O que era até então o código de área não atribuído 911 foi escolhido. O "1" como o segundo dígito era a chave; ele dizia ao equipamento de comutação que não era uma chamada de rotina. (Na época, quando o segundo dígito era "1" ou "0", o equipamento tratava a chamada como uma chamada de longa distância ou número especial). O primeiro sistema telefônico de emergência 911 entrou em uso em Haleyville, Alabama, em 1968. Em 16 de fevereiro de 1968, a primeira chamada ao 911 foi feita pelo Porta-Voz do Alabama da House Rankin Fite, da Prefeitura de Haleyville, para o Representante dos EUA Tom Bevill, na delegacia da cidade. No entanto, os sistemas 911 não eram amplamente utilizados até os anos 80, quando o número 911 foi adotado como o número padrão na maior parte do país, segundo o Plano de Numeração da América do Norte.
A implementação do serviço 911 nos EUA foi um processo gradual e ao acaso. Como os limites geográficos do serviço telefônico nem sempre correspondiam exatamente aos limites governamentais e outros limites jurisdicionais, um usuário poderia discar 911, apenas para descobrir que havia sido conectado ao centro de expedição errado porque tinha serviço telefônico de um local, mas vivia dentro dos limites de outra jurisdição.  
O equipamento de comutação eletromecânica ainda em uso dificultou a adaptação ao reconhecimento do 911, especialmente em pequenas cidades e áreas rurais onde a chamada poderia ter que ser comutada a uma distância considerável. Por esse motivo, ainda existem     departamentos do xerife do condado que possuem números de código de área gratuitos "800".     A rápida substituição dos sistemas de comutação eletromecânica na década de 1980 por sistemas eletrônicos ou digitais eliminou o problema de comutadores mais antigos que não reconheceriam o 911. Neste momento, o serviço 911 está disponível na maior parte da América do Norte, mas ainda existem áreas pequenas, pouco povoadas ou remotas (como Nunavut e os Territórios do Noroeste no Ártico do Canadá) que não o possuem.
911 Aprimorado
Gradualmente, vários problemas foram superados; Foram desenvolvidos sistemas "inteligentes" ou de "911 Aprimorado" que não apenas exibiam o número e o endereço do chamador no centro de despacho, mas também poderiam ser configurados para que as chamadas do 911 fossem roteadas automaticamente para o centro de despacho correto, independentemente do escritório central do chamador. Nos Estados Unidos, a maioria das cidades possui sistemas E911 em uso ou em seus planos de design de sistemas de emergência.

#### 17, 18
Na França, muitas centrais de trocas telefônicas eram fechadas à noite, mas ainda era possível fazer chamadas de emergência. Um operador precisava conectar apenas as chamadas de emergência. Em 1913, um sistema automático foi instalado. Ele previu chamar a polícia discando 17 e os bombeiros discando 18. À medida que mais trocas telefônicas manuais eram convertidas para operação de discagem, mais e mais assinantes tinham acesso a esses números especiais. O serviço não foi difundido até a década de 1970.
A França usa agora o número 112.

#### 112
A CEPT recomendou o uso do 112 em 1972. A União Europeia adotou posteriormente o número 112 como padrão em 29 de julho de 1991. Agora é um número de emergência válido em todos os países da UE e em muitos outros países da CEPT. Funciona em paralelo com outros números de emergência locais em cerca de dois de três estados da UE.

#### Telefonia IP
Em janeiro de 2008, a Internet Engineering Task Force lançou um conjunto de documentos RFC referentes a chamadas de emergência em redes IP 

#### 000
Antes de 1969, a Austrália não tinha um número nacional para serviços de emergência; os serviços de polícia, bombeiros e ambulâncias possuíam muitos números de telefone, um para cada unidade local. Em 1961, o escritório do Postmaster General (PMG) introduziu o número Zero Triplo (000) nos principais centros populacionais e, no final da década de 1980, estendeu sua cobertura para todo o país. O número Zero Triplo (000) foi escolhido por várias razões: tecnicamente, era adequado ao sistema de discagem para as trocas automáticas mais remotas, principalmente no interior de Queensland. Essas comunidades usaram o dígito 0 para selecionar uma linha de entroncamento automática para um centro. Nas comunidades mais remotas, dois 0s tinham que ser usados para alcançar um centro principal; assim, discar 0 + 0, mais outro 0 chamaria (pelo menos) um operador. O zero é o mais próximo à parada de dedos nos telefones com discagem rotativa australiana, portanto era fácil discar na escuridão. O Plano de Numeração de Telecomunicações de 1997, também administrado pela ACMA, especifica que:
- o número principal do serviço de emergência é "000"; e
- os números secundários do serviço de emergência são "106" e "112".[19]

#### Padrão UIT: 112 ou 911
A União Internacional de Telecomunicações estabeleceu oficialmente dois números de telefone de emergência padrão para os países usarem no futuro. A AP relata que os Estados membros concordaram que 911 ou 112 deveriam ser designados como números de telefone de emergência - o 911 é atualmente usado na América do Norte, enquanto o 112 é padrão na UE e em muitos outros países do mundo. 

#### 190, 192 e 193
No Brasil, a Anatel regulamentou os números de telefone dos Serviços de Utilidade Pública através do Plano Nacional de Numeração, que inclui os números 190 para a Polícia Militar, 192 para o SAMU e 193 para o Corpo de Bombeiros. As chamadas para os serviços públicos de emergência são gratuitas.